# Klimovskoe
Klimovskoe (in lingua russa Климовское) è una città situata in Russia, nell'Oblast' di Arcangelo, più precisamente nel Konošskij rajon.